# Macarangela leucochrysa
Macarangela leucochrysa är en fjärilsart som beskrevs av Edward Meyrick 1893. Macarangela leucochrysa ingår i släktet Macarangela och familjen bronsmalar. Inga underarter finns listade i Catalogue of Life.